# Goodbye (sång av Mary Hopkin)
Goodbye är en poplåt från 1969, framförd av Mary Hopkin. Låten skrevs av Paul McCartney, men angavs som en komposition av Lennon–McCartney. Inspelningen producerades även av McCartney. Den var Mary Hopkins andra singel efter det stora genombrottet med "Those Were the Days" 1968, och blev nästan en lika stor hit som denna. Den utgavs nästan samtidigt som Hopkins albumdebut Post Card, men ingick ursprungligen aldrig på något studioalbum.
Paul McCartney själv spelade också in en demo av låten 1969.

## Listplaceringar
| Lista (1969)   | Position               |
| -------------- | ---------------------- |
| Australien     | 3 (Go Set)             |
| Danmark        | 1 (DR "Top Ti")        |
| Finland        | 1                      |
| Frankrike      | 34                     |
| Irland         | 1                      |
| Kanada         | 15 (RPM)               |
| Nederländerna  | 1                      |
| Norge          | 2                      |
| Nya Zeeland    | 2 (NZ Listner)         |
| Schweiz        | 3                      |
| Spanien        | 4                      |
| Storbritannien | 2                      |
| Sverige        | 3 (Kvällstoppen)       |
| Sverige        | 1 (Tio i topp)         |
| USA            | 13 (Billboard Hot 100) |
| Västtyskland   | 15                     |